# Landtagswahlkreis Böblingen
Der Wahlkreis Böblingen (Wahlkreis 05) ist ein Landtagswahlkreis in Baden-Württemberg. Er umfasste bei der Landtagswahl 2021 die Gemeinden Altdorf, Böblingen, Ehningen, Hildrizhausen, Holzgerlingen, Magstadt, Schönaich, Sindelfingen, Steinenbronn, Waldenbuch, Weil im Schönbuch und Gärtringen aus dem Landkreis Böblingen. 
Die Grenzen der Landtagswahlkreise wurden nach der Kreisgebietsreform von 1973 zur Landtagswahl 1976 grundlegend neu zugeschnitten und seitdem nur punktuell geändert. Zur Landtagswahl 2006 wurde durch das überdurchschnittliche Bevölkerungswachstum im Wahlkreis Leonberg, zu dem die übrigen Gemeinden des Landkreises Böblingen gehören, eine erste Umgruppierung notwendig. Um die Kreisgrenzen nicht zu durchschneiden, wurde der Wahlkreis Böblingen um die Gemeinde Ehningen vergrößert, obwohl er schon vorher eine über dem Durchschnitt liegende Bevölkerungszahl aufwies. Seit der Landtagswahl 2011 wird auch die Gemeinde Gärtringen an den Wahlkreis Böblingen angegliedert.

## Wahl 2021
Die Landtagswahl 2021 hatte im Wahlkreis Böblingen dieses Ergebnis:
| Direktkandidat     | Partei         | Stimmen in % | Landtagswahl 2016 Stimmen in % |
| ------------------ | -------------- | ------------ | ------------------------------ |
| Thekla Walker      | Grüne          | 31,4         | 27,7                           |
| Matthias Miller    | CDU            | 25,3         | 27,6                           |
| Klaus Mauch        | AfD            | 9,4          | 16,5                           |
| Florian Wahl       | SPD            | 13,1         | 13,8                           |
| Oliver Alber       | FDP            | 11,4         | 8,9                            |
| Utz Mörbe          | Die Linke      | 2,3          | 2,4                            |
| Maria Berger-Senn  | ÖDP            | 0,5          | –                              |
| Sebastian Heinkele | Die PARTEI     | 1,3          | 0,7                            |
| Ralf Wendel        | Freie Wähler   | 2,5          | –                              |
| Marco Cinquemani   | KlimalisteBW   | 0,5          | –                              |
| Hans-Peter Fuger   | WiR2020        | 0,9          | –                              |
| Birgit Seibel      | Volt           | 0,4          | –                              |
| Fred Nestele       | Einzelbewerber | 0,8          | –                              |

## Wahl 2016
Die Landtagswahl 2016 hatte folgendes Ergebnis:
| Direktkandidat    | Partei     | Stimmen in % | Landtagswahl 2011 Stimmen in % |
| ----------------- | ---------- | ------------ | ------------------------------ |
| Thekla Walker     | Grüne      | 27,7         | 21,7                           |
| Paul Nemeth       | CDU        | 27,6         | 41,1                           |
| Markus Widenmeyer | AfD        | 16,5         | –                              |
| Florian Wahl      | SPD        | 13,8         | 23,5                           |
| Andreas Knapp     | FDP        | 08,9         | 05,2                           |
| Reinhard Stübner  | Die Linke  | 02,4         | 02,7                           |
| Christian Pietsch | Piraten    | 00,9         | 02,0                           |
| Gisela Medeck     | ALFA       | 00,8         | –                              |
| Julian Heinkele   | Die PARTEI | 00,7         | –                              |
| Janus Nowak       | NPD        | 00,5         | 01,2                           |
| Wolfgang Großkopf | REP        | 00,2         | 00,7                           |

## Wahl 2011
Die Landtagswahl 2011 hatte folgendes Ergebnis:
| Direktkandidat                | Partei    | Stimmen in % | Landtagswahl 2006 Stimmen in % |
| ----------------------------- | --------- | ------------ | ------------------------------ |
| Paul Nemeth                   | CDU       | 41,1         | 43,5                           |
| Florian Wahl                  | SPD       | 23,5         | 25,1                           |
| Roger Hahn                    | Grüne     | 21,7         | 11,1                           |
| Jan B. Rittaler               | FDP       | 05,2         | 11,7                           |
| Stefan Dreher                 | Die Linke | 02,7         | WASG: 3,1                      |
| Alexander Saur                | Piraten   | 02,0         | –                              |
| Markus Fries                  | NPD       | 01,2         | 01,2                           |
| Markus Widenmeyer             | AUF       | 01,1         | –                              |
| Anna-Maria D´Acierno-Bachmann | REP       | 00,7         | 02,6                           |
| Müserref Gündogdu             | BIG       | 00,4         | –                              |
| Jens Weber                    | ödp       | 00,4         | –                              |
| –                             | Sonstige  | –            | 01,7                           |

## Abgeordnete seit 1976
Bei den Landtagswahlen in Baden-Württemberg hat jeder Wähler nur eine Stimme, mit der sowohl der Direktkandidat als auch die Gesamtzahl der Sitze einer Partei im Landtag ermittelt werden. Dabei gibt es keine Landes- oder Bezirkslisten, stattdessen werden zur Herstellung des Verhältnisausgleichs unterlegenen Wahlkreisbewerbern Zweitmandate zugeteilt.
Den Wahlkreis Böblingen vertraten seit 1976 folgende Abgeordnete im Landtag:
| Partei | Art des Mandats | Gewählte |
| ------ | --------------- | --- |
| CDU    | Erstmandat      | Arthur Gruber 1976, Mandat niedergelegt am 31. August 1979 Eugen Klunzinger, nachgerückt am 1. September 1979; 1980, 1984, 1988, 1992, 1996, 2001 Paul Nemeth 2006, 2011 |
| CDU    | Zweitmandat     | Paul Nemeth 2016 Matthias Miller 2021 |
| Grüne  | Erstmandat      | Thekla Walker 2016, 2021 |
| Grüne  | Zweitmandat     | Reinhard Hackl 1992, 1996, Mandat niedergelegt zum 15. Mai 2000 Marianne Jäger, nachgerückt am 19. Mai 2000                                                              |
| SPD    | Zweitmandat     | Erwin Lamparter 1976 Hans Dieter Köder 1980, 1984, 1988, 1992 Stephan Braun 1996, 2001, 2006 Florian Wahl 2011, 2021                                                     |
| AfD    | Zweitmandat     | Markus Widenmeyer nachgerückt am 1. Januar 2018, Mandat niedergelegt am 23. Januar 2018 Harald Pfeiffer nachgerückt am 2. Februar 2018, parteilos ab November 2019       |